# Victoire Jasmin
Pour les articles homonymes, voir Jasmin.
Victoire Jasmin, née le 23 décembre 1955 à Morne-à-l'Eau (Guadeloupe) et morte le 6 octobre 2023 à Paris,, est une femme politique française. 
Membre du Parti socialiste, elle est sénatrice de la Guadeloupe du 2 octobre 2017 au 1er octobre 2023.

## Biographie

### Enfance et études
Victoire Jasmin naît le 23 décembre 1955 à Morne-à-l'Eau (Guadeloupe). Elle passe un DUT en biochimie à Créteil. Elle est cosignataire d'un article sur l'hémoglobine β

### Engagement associatif
Victoire Jasmin préside l'inter-laboratoire d'analyses médicales en Guadeloupe, elle est pendant plusieurs années à la tête de la Fédération des associations de parents d'élèves de Guadeloupe (FAPEG), et elle est membre de la fédération féminine F.O.R.C.E.S..

### Carrière professionnelle
Victoire Jasmin est cadre de santé du Centre hospitalier universitaire de Pointe-à-Pitre.

### Parcours politique
Victoire Jasmin est membre du Parti socialiste.
Elle est suppléante du candidat écologiste Harry Durimel lors des élections législatives de 2002.
De 2008 à 2014, elle est la première adjointe au maire de Morne-à-l'Eau, puis de 2014, à 2016, la troisième adjointe au maire.
En décembre 2015, elle est candidate sur la liste que mène l'ancien ministre Victorin Lurel (PS) lors des élections régionales 2015 en Guadeloupe. La liste étant devancée au second tour par celle du député Ary Chalus, elle n'est pas élue au conseil régional de la Guadeloupe.
Depuis 2016,, elle est la première adjointe au maire chargée de la sécurité civile et alimentaire, de la population et du cadre de vie,.
Le 24 septembre 2017, elle est élue sénatrice de la Guadeloupe,,,,,,,,,. Touchée par le cumul des mandats, elle démissionne de son mandat d'adjointe au maire de Morne-à-l'Eau, mais elle continue de siéger comme conseillère municipale. En octobre 2017, elle rejoint le groupe socialiste du Sénat.
Elle s'oppose à l'obligation de la vaccination contre la Covid-19 pour les professionnels de santé, puis milite pour la réintégration de ceux qui ont refusé de se soumettre à cette obligation et qui ont eu leur contrat de travail suspendu. 
Elle renonce à se présenter en tête de liste aux élections municipales 2020 à Morne-à-l'Eau. La fédération socialiste investit Georges Hermin, conseiller régional (PS) pour mener la liste à Morne-à-l’Eau. Victoire Jasmin figure en seconde position sur cette liste qui se classe troisième en recueillant 1 347 voix (23,69 %), à 147 voix du maire sortant Philipson Francfort, en tête du premier tour. Elle est donc battue à sa réélection.

### Vie privée
Victoire Jasmin est mère de 3 enfants.

### Mort
Victoire Jasmin meurt brutalement à l'âge de 67 ans, le 6 octobre 2023, quelques jours après sa défaite aux élections sénatoriales de 2023 en Guadeloupe et la fin de son mandat de sénatrice. De nombreuses personnalités politiques guadeloupéennes lui rendent hommage.